# لؤي عمر محمد الطائي
لؤي عمر محمد الطائي هو قاتل متسلسل عراقي وطبيب متهم بقتل رجال الشرطة, والجنود والضباط الجرحى في كركوك عندما كان يتظاهر بأنه يسعفهم.وكان منتمي الى حركه الجهاد الاسلامي او انصار السنه ويعمل مع المجاهدين لقتل الضباط وافراد الشرطه والجيش وتم الحكم عليه بالسجن المؤبد وفيما بعد بالاعدام ولكن عند دخول داعش الموصل عام 2014 تم تهريبه من السجن والى الان لم يتم القبض عليه او لم يعلم مصيره 
بحسب الشرطة, كان لؤي يدير مضادات التخثر للقوات المؤيدة للائتلاف الذين تم جلبهم إلى المشفى للعلاج, لزيادة النزيف وتسبب في أعداد من المتوفين. كشفت تحقيقات الشرطة انه قتل 43 شخصاً من إكتوبر 2005 إلى مارس 2006. ادعى إنه تم تجنيده من قبل أنصار السنة في أغسطس 2005.
أٌعتُقِل بعد اعتقال قائد خلية التمرد في وقت مبكر من 2006 واعترف إنه قائد لخلية متمردة التي تتضمن لؤي.